# حديقة نافذة على العالم

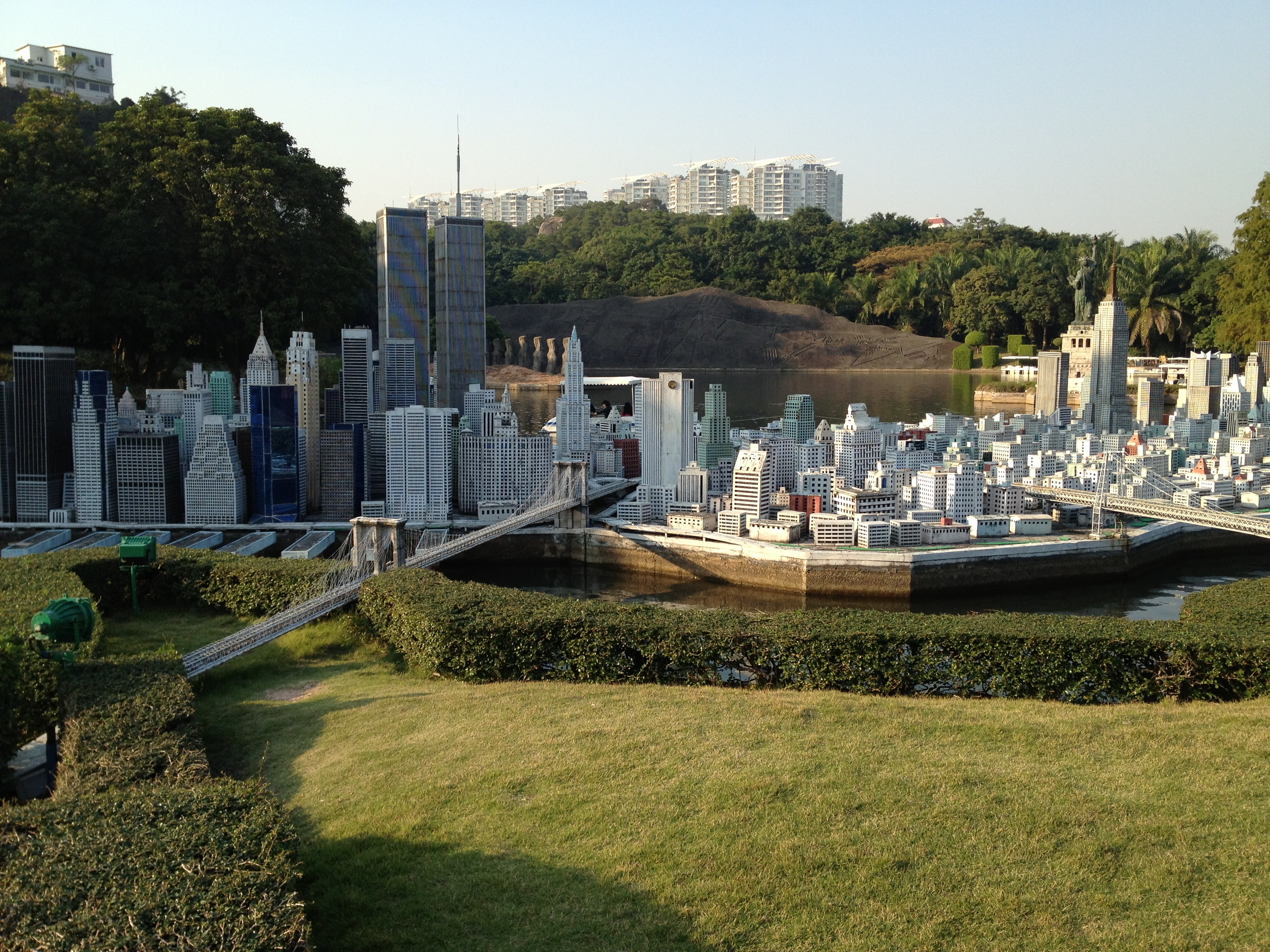
نموذج مصغر لناطحات السحاب في نيويورك

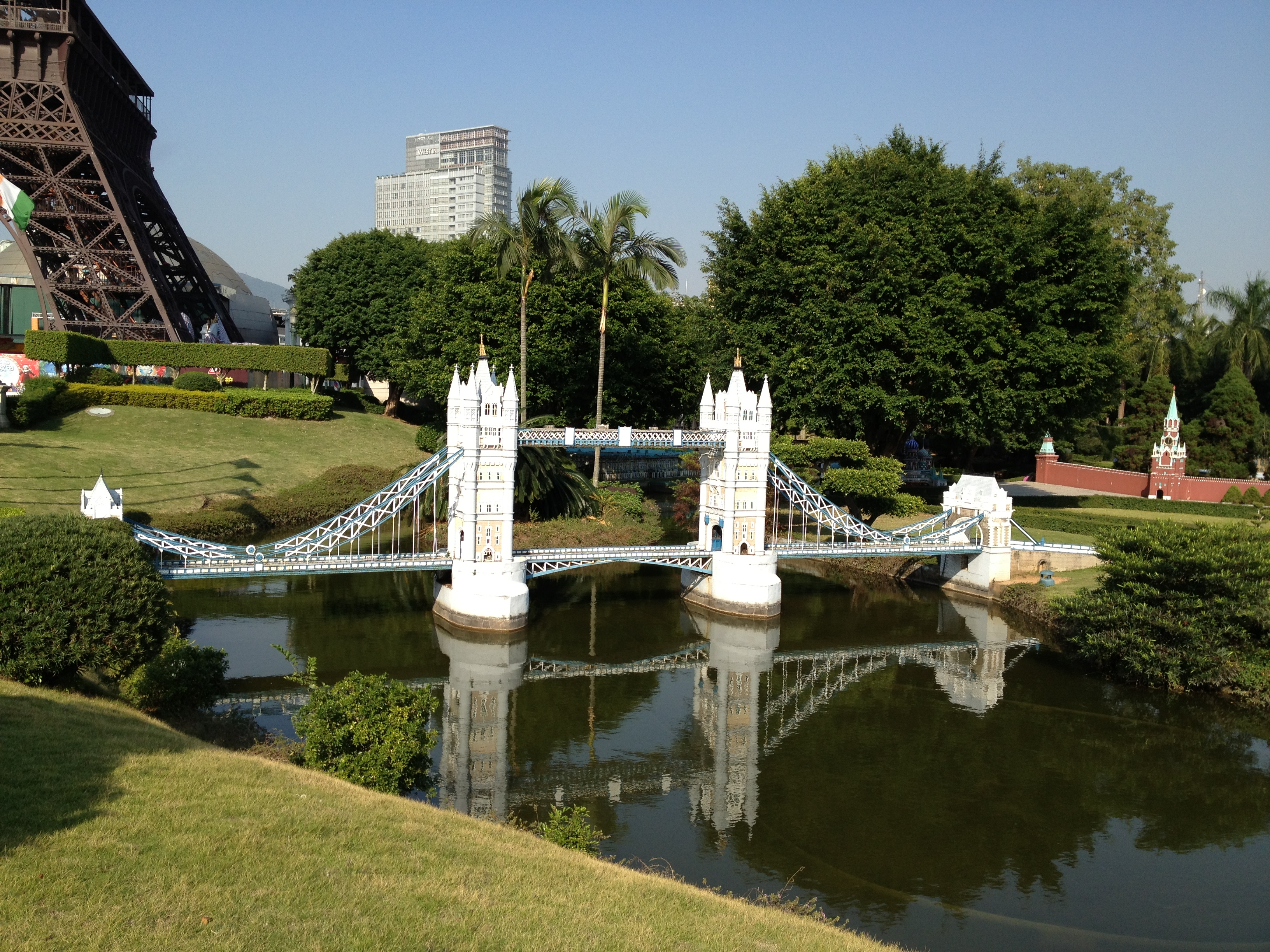
نموذج مصغر لجسر برج لندن

حديقة نافذة على العالم (Chinese: 世界之窗; pinyin: Shìjiè zhī Chuāng; alternatively 小人国) هي متنزه عام يقع في الجزء الغربي من مدينة شينتشين في جمهورية الصين الشعبية تم افتتاحه في عهد الرئيس السابق لجمهورية الصين الشعبية جيانغ تسه مين 1994 يونيو 18 حديقة عامة.
يوجد بها نحو 130 نسخة من بعض من أهم مناطق الجذب السياحية المشهورة في العالم. من 108 متر (354 قدم) طول ارتفاع برج ايفل وعلى مرأى من الأهرامات وتاج محل كل ما في قربها من بعضها البعض هي جزء من كل نداء من هذا المنتزه.
وهناك أيضا مجموعة واسعة من المطاعم والمعارض الدولية مصغرة عن شخصيات شهيرة من تاريخ العالم. نافذة على العالم يعطيك فرصة تذوق أكل الطعام المكسيكي ولبس ازياء شرق آسيا ومشاهدة رقص أفريقي، ومناظر شلالات نياغارا الرائعة ثم التجول في مناطق أوروبا المختلفة. موقع يأخذ ما لا يقل عن يوم كامل لاستكشاف كل المناظق في المتنزه وينتهي مع الألعاب النارية وعروض الليزر.

## التذاكر
تذكرة الدخول هو 140 يوان (كواي) حوالي 25 دولار أمريكي (أو 50 يوان بعدالساعة 7:40 مساءَ). الأشخاص بين 65 و 69 من نصف السعر. الأطفال الذين طولهم بين 1.2متر و 1.4 متر أيضا نصف السعر، مع الأطفال تحت 1.1 متر بدون تذاكر.مجانا، في حين أن كبار السن أكثر من 70 عام الدخول مجانا.
صالة للتزلج على الثلوج بالقرب من مجسمات جبال الالب متوفرة في «داخلي التزلج على جبال الألب».
في المساء، يمكن للمرء أن يتمتع «Fervorous باريس ليلة وليلة» في «قصر قيصر». نظارات وتشمل بيكيني الشباب يرتدون ملابس النساء القفز على خشبة المسرح إلى الموسيقى لتوم جونز «دلايلة».

## المواصلات
منذ أواخر عام 2006، بعد افتتاح المترو أصبح بإمكان السياح من الوصول إلى نافذة على العالم بشكل ملائم عبر مترو الإنفاق، وذلك باستخدام خط 2 في محطة Shijiezhichuang. سعر التذكرة 5 يوان = 0.73 دولار من محطة لو خو المجطة الأولى عند الحدود مع هونغ كونغ ويمكن الدهاب إليها بواسطة التاكسي أو الباصات العامة.

## اقسام الحديقة

### الساحات العالمية
1. في مدخل الحديقة مجسم زجاجي لمتحف اللوفر باريس.
2. مجسم لخريطة العالم.
3. مجسم للحضارة الإنسانية.
4. مجسم للبوابة المصرية.
5. مسرح للعروض الراقصة الدولية
6. البوابة الصينية.

### الشوارع العالمية
1. الشارع الإسلامي
2. الشارع الآسيوي
3. شارع الكنائس في أوروبا
4. شارع الأقواس الزجاجية

### ساحة النحت العالمي
1. منطقة الديناصورات
2. ساحة النحت العالمي
3. صالة الالب للتزلج
4. قصر روما
5. ساحة نبتون
6. قصر يوليوس قيصر

## المناطق والقارات
1. منطقة أوروبا

- فرنسا

برج ايفل، قوس النصر، هرم متحف اللوفر، كاتدرائية نوتردام ومناهل جاردين دو لوكسمبورغ في باريس
قصر فرساي بالقرب من بلدة فرساي، إيل دو فرانس
الدير مون سان ميشال في نورماندي
بونت دو جارد قناطر [فرس - بونت دو جارد، انغدوك روسييو
- ألمانيا

أل كاتدرائية كولونيا من كولونيا، شمال الراين وستفاليا
- اليونان

أل أكروبوليس من أثينا، أتيكا
- إيطاليا

أل الكولوسيوم، النافورة والخطوات الإسبانية من روما، لاتسيو
أل برج الميل وبالقرب من الكاتدرائية بيزا، توسكانا
أل بيازا ديلا احكم من فلورنسا، توسكانا
والترع ميدان سان ماركو من البندقية، فينيتو
أل ماترهورن الجبل، مقسمة بين آوستا فالي والمنطقة فاليز كانتون سويسرا
- هولندا

منظر نموذجية هولندا، مع طواحين الهواء والزنبق
- روسيا

الجدار وعلى مدار الساعة من الأبراج موسكو الكرملين وكاتدرائية القديس باسيل من موسكو،
- إسبانيا

أل محكمة ليونز من ألمبرا المعقدة، جريندا، الأندلس
أل حديقة Güell، في برشلونة، كاتالونيا
- سويسرا

أل ماترهورن الجبل (انظر القسم إيطاليا)؛
- المملكة المتحدة

أل قصر وستمنستر، قصر باكنغهام، جسر البرج من لندن، انكلترا
ستونهنجقرب ساليسبري، انكلترا
1. منطقة آسيا

أل الهيكل الزمرد بوذا، تايلاند
قصر جيونجبوك، كوريا الجنوبية
ضريح أتسوكوشيما، اليابان
Shirasagi القلعة في قلعة، واليابان
Modhera المقدسة حسنا، الهند
بوروبودورواندونيسيا
أل انجكور وات، كمبوديا
أل تاج محلوالهند
شويداغون باغودا، ميانمار (بورما)
برج الكويت
الميرليون، سنغافورة
كيك لوك سي، ماليزيا
جبل فوجيواليابان
العربي الإسلامي من ساحة المسجد وقهوة وعاء
1. منطقة أوقيانوسيا

في المباني وأماكن لل Māori سكان، نيوزيلندا
أل دار الأوبرا في سيدني، أستراليا
ال 100 متر العليا النافورة
1. منطقة أفريقيا

والاهرامات أبو الهول في الجيزة، مصر
العظمى معبد أبو سمبل ومصر
في المباني وأماكن العمل من سكان أفريقيا
أل بوابة العاج وكينيا
في أفريقيا سفاري باركوكينيا
1. منطقة الامريكيتين

ناطحات السحاب في حي مانهاتن نيويورك، نيويورك، الولايات المتحدة
ديزني لاند، U.S.A.
جبل رشمور النصب التذكاري الوطني، الولايات المتحدة
البيت الأبيض، الولايات المتحدة
ناطحات السحاب في حي مانهاتن نيويورك، نيويورك، الولايات المتحدة
جبل مدينة البندقية والبرازيل
تمثال الحرية، الولايات المتحدة
مجلسي البرلمان برازيلياوالبرازيل
الطوطم البولنديين من الهنود في أمريكا الشمالية
تماثيل ووريورز، والمكسيك
أل مبنى الكابيتول، الولايات المتحدة
نصب جيفرسون التذكاري، الولايات المتحدة
لينكولن القاعة التذكارية، الولايات المتحدة
أل Globoseوالمكسيك
أل تماثيل جزيرة الفصح، شيلي
رسومات خطية في نسكاوبيرو